# Il commissario Dupin
Il commissario Dupin (Kommissar Dupin) è una serie televisiva tedesca basata sui romanzi di Jörg Bong (scritti con lo pseudonimo di Jean-Luc Bannalec) pubblicati dal 2012, il cui protagonista è il commissario Georges Dupin, un poliziotto della cittadina francese di Concarneau. È trasmessa dal 14 aprile 2014 sul canale ARD.
La serie è composta da una stagione di 12 episodi in formato di film TV.
In Italia va in onda su Rai 2 dal 25 luglio 2017.

## Trama
La serie racconta le vicende del commissario Georges Dupin che viene trasferito da Parigi alla cittadina francese di Concarneau, in Bretagna. Inizialmente Dupin ha problemi ad interagire con i bretoni perché sono molto testardi e riservati con gli estranei, quindi deve guadagnarsi il rispetto della gente e imparare ad adattarsi alle abitudini del posto. Qui è sostenuto dalla sua segretaria Nolwenn che gli dà consigli sulle peculiarità dei bretoni. Nel corso della serie il rispetto degli abitanti verso di lui aumenterà progressivamente e non verrà più trattato come un turista venuto dall'estero.

## Episodi
| nº | Titolo originale                            | Titolo italiano                                                | Prima TV Germania | Prima TV Italia  |
| -- | ------------------------------------------- | -------------------------------------------------------------- | ----------------- | ---------------- |
| 1  | Kommissar Dupin - Bretonische Verhältnisse  | Il commissario Dupin - Natura morta in riva al mare            | 16 aprile 2014    | 25 luglio 2017   |
| 2  | Kommissar Dupin - Bretonische Brandung      | Il commissario Dupin - Lunedì nero per il commissario Dupin    | 27 aprile 2014    | 26 luglio 2017   |
| 3  | Kommissar Dupin - Bretonisches Gold         | Il commissario Dupin - Un caffè amaro per il commissario Dupin | 19 marzo 2015     | 27 luglio 2017   |
| 4  | Kommissar Dupin - Bretonischer Stolz        | Il commissario Dupin - Orgoglio bretone                        | 2 marzo 2017      | 28 luglio 2017   |
| 5  | Kommissar Dupin - Bretonische Flut          | Il commissario Dupin - Alta marea                              | 9 marzo 2017      | 31 luglio 2017   |
| 6  | Kommissar Dupin - Bretonisches Leuchten     | Il commissario Dupin - Morti misteriose                        | 1º marzo 2018     | 7 settembre 2018 |
| 7  | Kommissar Dupin - Bretonische Geheimnisse   | Il commissario Dupin - Segreti bretoni                         | 11 aprile 2019    | 24 maggio 2020   |
| 8  | Kommissar Dupin - Bretonisches Vermächtnis  | Il commissario Dupin - Fantasmi dal passato                    | 14 maggio 2020    | 27 agosto 2021   |
| 9  | Kommissar Dupin - Bretonische Spezialitäten | Il commissario Dupin - Segreti di famiglia                     | 6 maggio 2021     | 19 agosto 2023   |
| 10 | Bretonische Idylle                          | Il commissario Dupin - Clima bizzarro                          | 14 aprile 2022    | 26 agosto 2023   |
| 11 | Bretonische Nächte                          | Il commissario Dupin - Notti bretoni                           | 20 aprile 2023    | 2 settembre 2023 |
| 12 | Bretonischer Ruhm                           | Il commissario Dupin - Gloria bretone                          | 28 marzo 2024     | 16 giugno 2024   |